# Mayriella
Mayriella – rodzaj mrówek z podrodziny Myrmicinae.
Opisany został w 1902 roku przez Auguste Forela. W przeszłości klasyfikowany w plemionach Tetramoriini, Meranoplini, Calyptomyrmecinini, Stenammini i Solenopsidini. W 2015 roku na podstawie analiz filogenetycznych zaliczony został do Crematogastrini przez P.S. Warda.

## Gatunki
Należy tu 9 opisanych gatunków:
- Mayriella abstinens Forel, 1902
- Mayriella ebbei Shattuck & Barnett, 2007
- Mayriella granulata Dlussky & Radchenko, 1990
- Mayriella occidua Shattuck, 2007
- Mayriella overbecki Viehmeyer, 1925
- Mayriella sharpi Shattuck & Barnett, 2007
- Mayriella spinosior Wheeler, W.M., 1935
- Mayriella transfuga Baroni Urbani, 1977
- Mayriella warchalowskii Borowiec, 2007